# Lijst van rijksmonumenten in Domburg
De stad Domburg in gemeente Veere telt 26 inschrijvingen in het rijksmonumentenregister. Hieronder een overzicht.
| Object | Oorspronkelijke functie?  | Bouwjaar               | Architect           | Locatie                           | Coördinaten?                  | Nr.?   | Afbeelding        |
| --- | ------------------------- | ---------------------- | ------------------- | --------------------------------- | ----------------------------- | ------ | ----------------- |
| Badpaviljoen | Woonhuis                  | 1888-1889              | J.J. van Nieukerken | Badhuisweg 1                      | 51° 33' 57" NB, 3° 29' 47" OL | 13201  | Meer afbeeldingen |
| Stadhuis van Domburg | Bestuursgebouw en onderdl | 1667                   |                     | Markt 1                           | 51° 33' 50" NB, 3° 29' 50" OL | 13202  | Meer afbeeldingen |
| Hervormde kerk | Kerk en kerkonderdeel     | 15e eeuw               |                     | Markt 8                           | 51° 33' 47" NB, 3° 29' 49" OL | 13203  | Meer afbeeldingen |
| Duinwijk | Boerderij                 | 17e-18e eeuw           |                     | Schelpweg 11                      | 51° 33' 20" NB, 3° 28' 49" OL | 13204  | Meer afbeeldingen |
| Toren Hervormde kerk | Kerk en kerkonderdeel     | mogelijk eind 14e eeuw |                     | Stationsstraat 1                  | 51° 33' 47" NB, 3° 29' 48" OL | 13205  | Meer afbeeldingen |
| Weltevreden | Industrie- en poldermolen | 1817                   |                     | Roosjesweg 4                      | 51° 33' 39" NB, 3° 30' 1" OL  | 13207  | Meer afbeeldingen |
| Rechthoekig houten gebouwtje onder overhuivend rieten tentdak                                                                              | Bijgebouwen kastelen enz. | 19e eeuw               |                     | Domburgseweg 46                   | 51° 33' 56" NB, 3° 30' 46" OL | 42154  | Meer afbeeldingen |
| Klein Duinvliet | Boerderij                 | 18e-19e eeuw           |                     | Domburgseweg 48                   | 51° 33' 59" NB, 3° 30' 52" OL | 42155  | Meer afbeeldingen |
| Duinvliet: buitenplaats | Kasteel, buitenplaats     | 1840                   |                     | Domburgseweg 44                   | 51° 33' 57" NB, 3° 30' 46" OL | 507938 | Meer afbeeldingen |
| Duinvliet: historische tuin- en parkaanleg                                                                                                 | Tuin, park en plantsoen   | 1850-1900              |                     | Domburgseweg 44                   | 51° 33' 56" NB, 3° 30' 43" OL | 507940 | Upload foto       |
| Duinvliet: toegangshek | Kasteel, buitenplaats     | 1850-1900              |                     | Domburgseweg 44                   | 51° 33' 57" NB, 3° 30' 46" OL | 507942 | Upload foto       |
| Duinvliet: brug | Tuin, park en plantsoen   | 1850-1900              |                     | Domburgseweg 44                   | 51° 33' 57" NB, 3° 30' 46" OL | 507943 | Upload foto       |
| Villa de Wael | Woonhuis                  | 1883                   |                     | Domburgseweg 6                    | 51° 33' 51" NB, 3° 30' 1" OL  | 508057 | Villa de Wael     |
| Tuinhuis op vrijwel vierkante plattegrond, één bouwlaag hoog met tentdakje                                                                 | Tuin, park en plantsoen   | 1880-1905              |                     | Domburgseweg 6                    | 51° 33' 51" NB, 3° 30' 1" OL  | 508058 | Upload foto       |
| Koetshuis | Bijgebouwen kastelen enz. | ca. 1883               |                     | Domburgseweg 10                   | 51° 33' 52" NB, 3° 30' 3" OL  | 508059 | Koetshuis         |
| Duinenburg | Woonhuis                  | 1885                   |                     | Domburgseweg 12                   | 51° 33' 51" NB, 3° 30' 6" OL  | 508061 | Meer afbeeldingen |
| Houten saunagebouwtje op rechthoekige plattegrond, één bouwlaag hoog met aan één zijde afgewolfd zadeldak, gedekt met tuile du nord pannen | Sport en recreatie        | 1885-1910              |                     | Domburgseweg 12                   | 51° 33' 51" NB, 3° 30' 6" OL  | 508062 | Meer afbeeldingen |
| De Bruinvis | Woonhuis                  | 1905                   |                     | Nehalenniaweg 14                  | 51° 33' 57" NB, 3° 29' 60" OL | 508064 | De Bruinvis       |
| Strandholm | Woonhuis                  | 1890-1900              |                     | Nehalenniaweg 3                   | 51° 33' 58" NB, 3° 29' 57" OL | 508065 | Meer afbeeldingen |
| Watertoren | Nutsbedrijf               | 1933                   |                     | Nehalenniaweg 20                  | 51° 34' 1" NB, 3° 30' 3" OL   | 508066 | Meer afbeeldingen |
| Carmen Sylva | Woonhuis                  | 1886-1887              | J.J. van Nieukerken | Noordstraat 39                    | 51° 33' 57" NB, 3° 29' 43" OL | 508067 | Meer afbeeldingen |
| 't Haventje | Woonhuis                  | 1920                   |                     | Burgemeester van Teylingenpark 18 | 51° 34' 2" NB, 3° 30' 9" OL   | 508068 | Upload foto       |
| Landhuis in Empire stijl | Woonhuis                  | 1840                   |                     | Domburgseweg 44                   | 51° 33' 57" NB, 3° 30' 46" OL | 508070 | Upload foto       |
| Berkenbosch: kasteel | Kasteel, buitenplaats     | 1644                   |                     | Duinbeekseweg 25                  | 51° 34' 31" NB, 3° 32' 2" OL  | 509727 | Upload foto       |
| Berkenbosch: historische aanleg | Tuin, park en plantsoen   | 17e eeuw               |                     | Duinbeekseweg bij 25              | 51° 34' 31" NB, 3° 32' 2" OL  | 509729 | Upload foto       |
| Berkenbosch: stalgebouw | Bijgebouwen kastelen enz. | vroeg 18e eeuw         |                     | Duinbeekseweg 29                  | 51° 34' 31" NB, 3° 31' 56" OL | 509730 | Upload foto       |